# Rózsásmicéliumú fülőke
A rózsásmicéliumú fülőke (Gymnopus aquosus) az Omphalotaceae családba tartozó, Eurázsiában és Észak-Amerikában honos, erdőkben, füves helyeken élő, ehető gombafaj.

## Megjelenése
A rózsásmicéliumú fülőke kalapja 2-6 (8) cm széles, alakja fiatalon domború, majd laposan kiterül. Felszíne sima. Színe a halványsárga, sárgásbarna vagy okkerbarnáig, közepe sötétebb. Higrofán: szárazon kifakul. Széle idősen gyengén bordázott lehet. 
Húsa vékony, törékeny; színe halványsárgás-fehéres. Szaga kellemes vagy kissé savanykás gombaszerű, íze nem jellegzetes.
Sűrű lemezei tönkhöz nőttek vagy kissé felkanyarodók. Színük fehérek vagy halványsárga.
Tönkje 1,5-7 cm magas és 0,2-0,35 cm vastag. Alakja egyenletesen hengeres, töve duzzadt; rostos, üregesedő. Színe vöröses sárgásbarna, okkerbarna, sárgásbarna, a csúcsa világosabb. Tövéhez rózsaszín vagy fehéresrózsás micélium kapcsolódik.
Spórapora fehér. Spórája ellipszis alakú, sima, mérete 4,5-7,5 x 2-4 µm.

### Hasonló fajok
A rozsdásszárú fülőke és a sárgalemezű fülőke hasonlít hozzá.

## Elterjedése és termőhelye
Eurázsiában és Észak-Amerikában honos. Magyarországon ritka.
Lomb-, ritkábban fenyőerdőben, füves helyeken, útszéleken található meg, egyesével vagy kisebb csoportokban. Áprilistól szeptemberig terem.

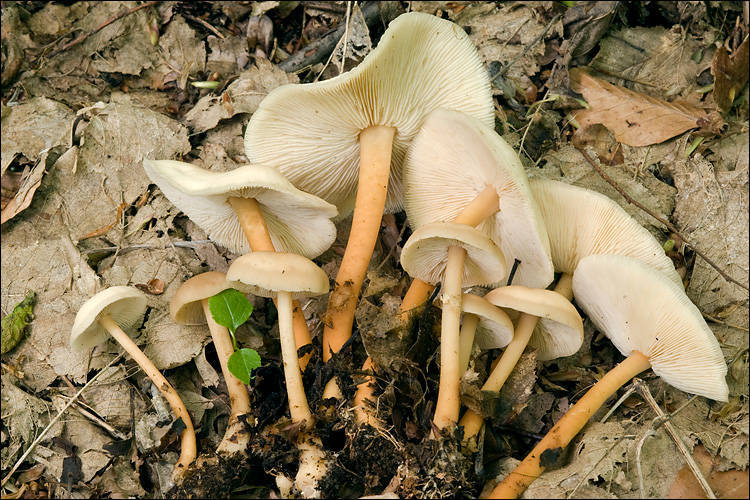
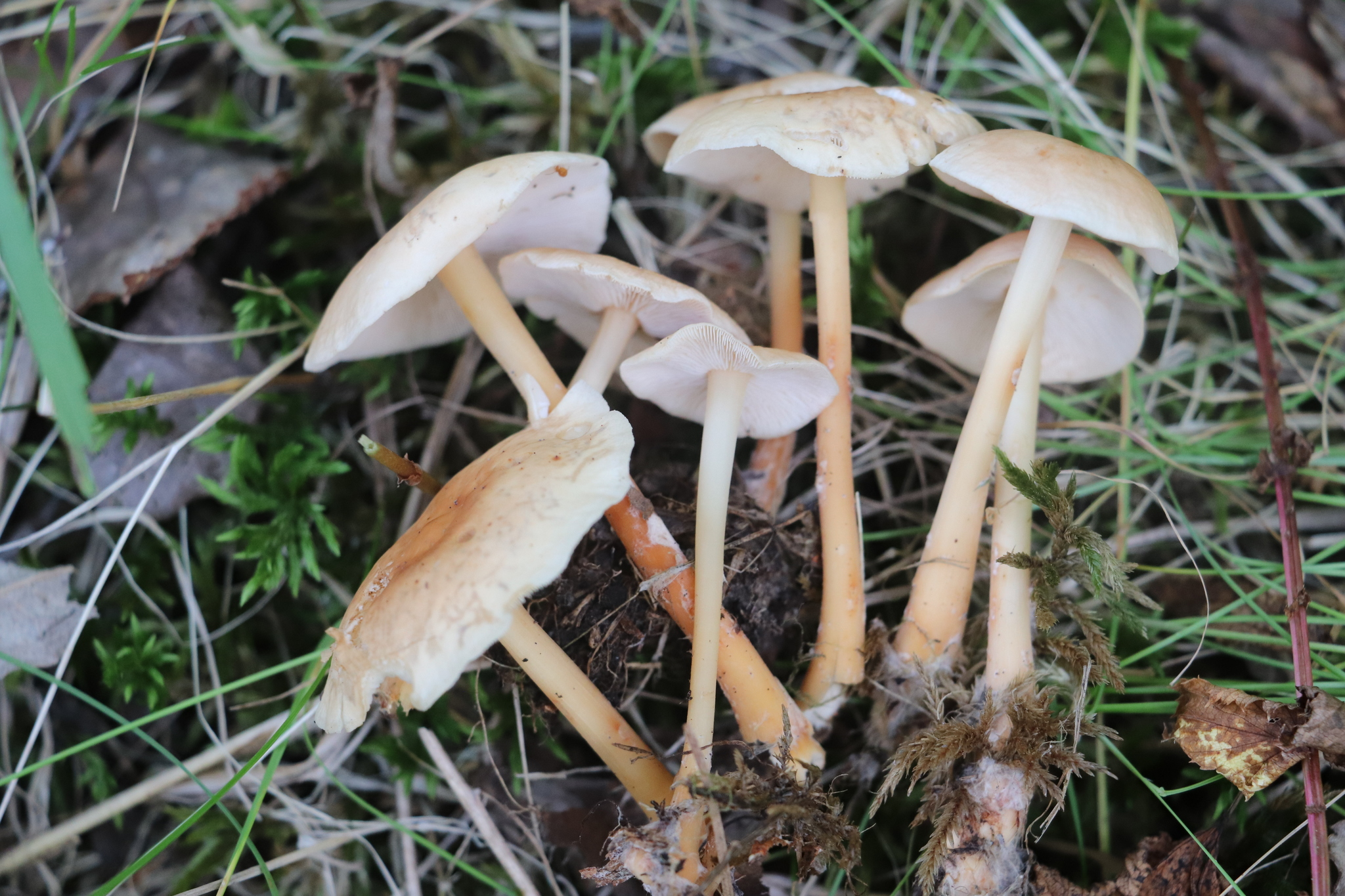
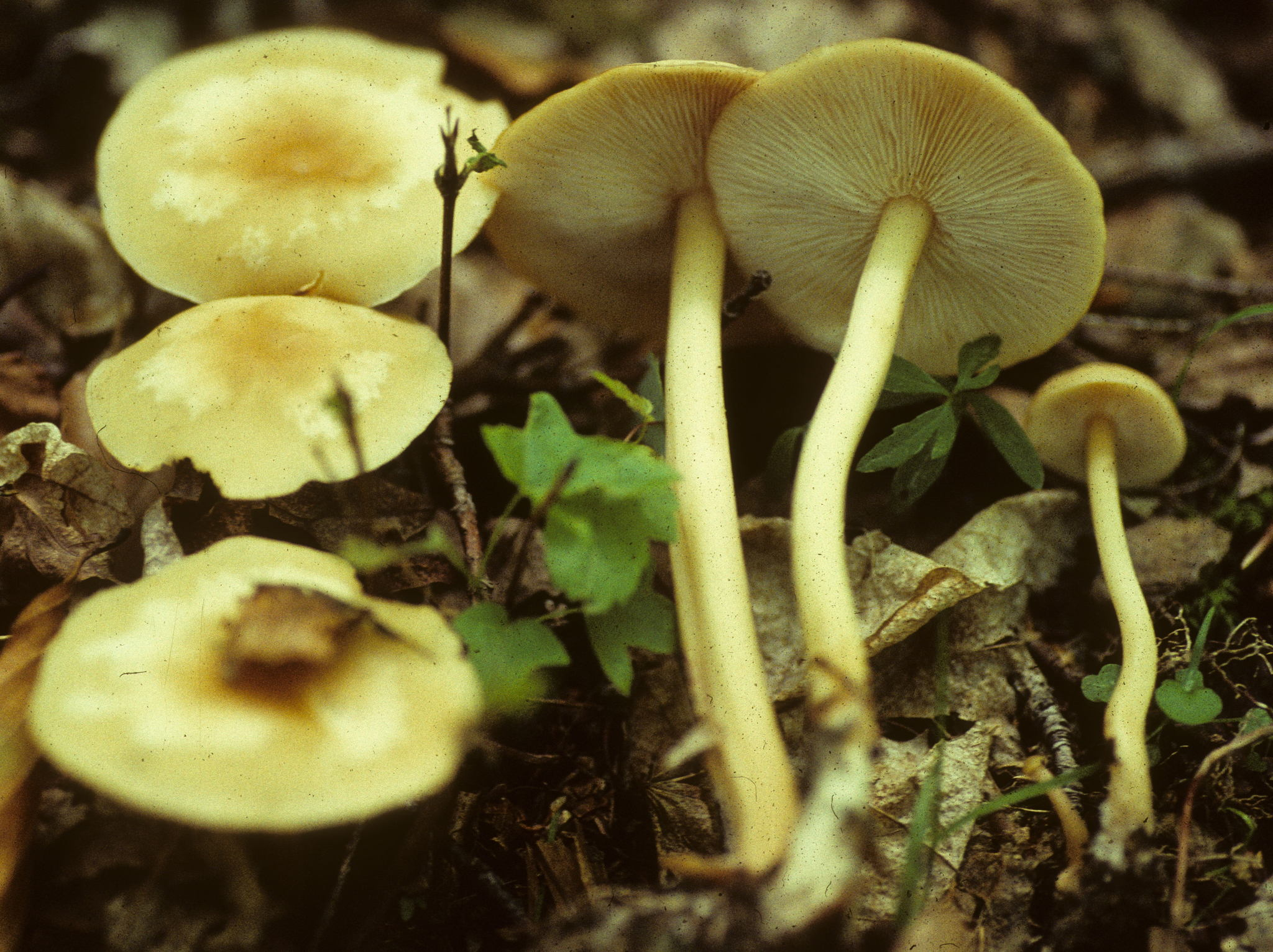
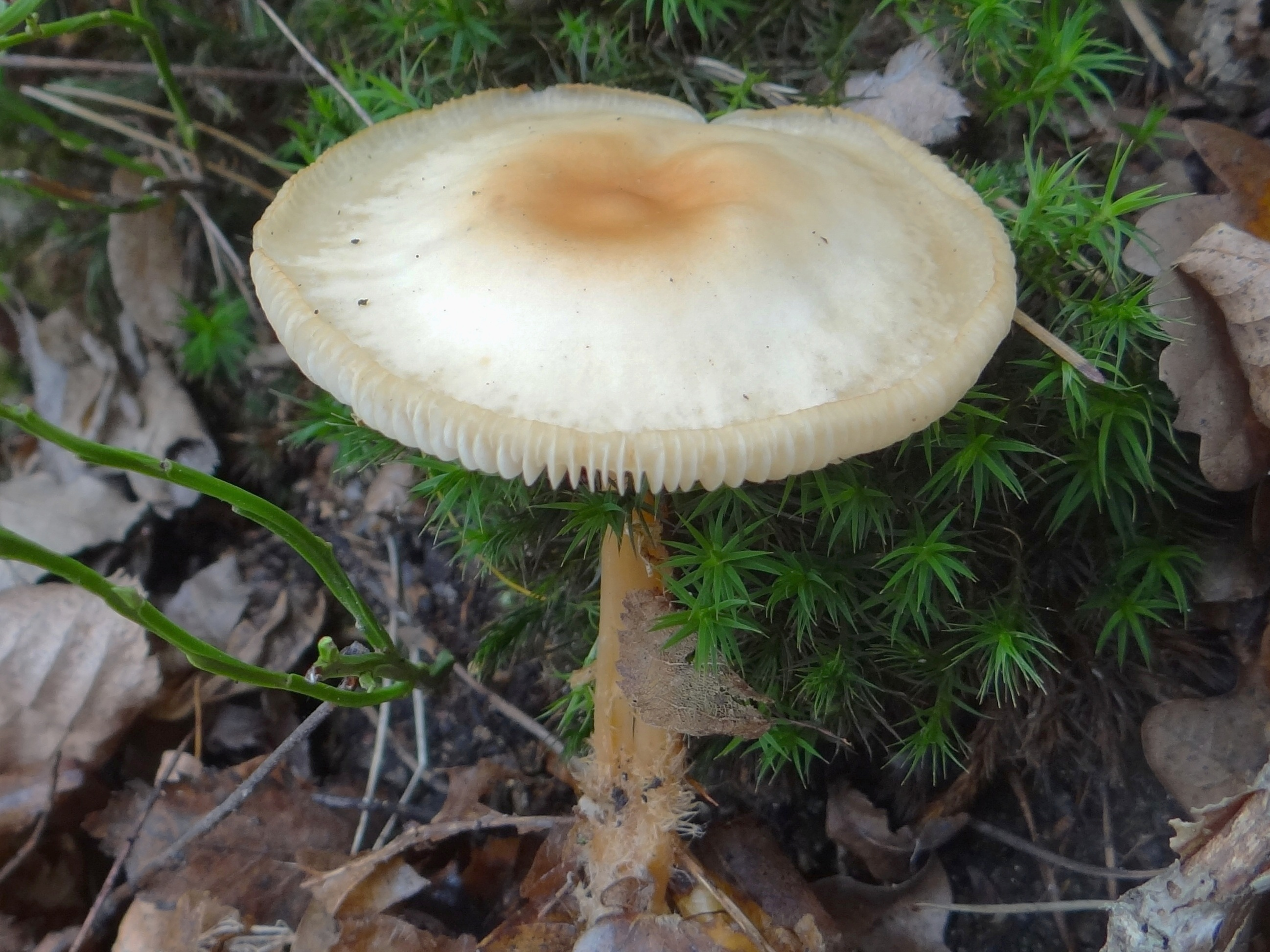
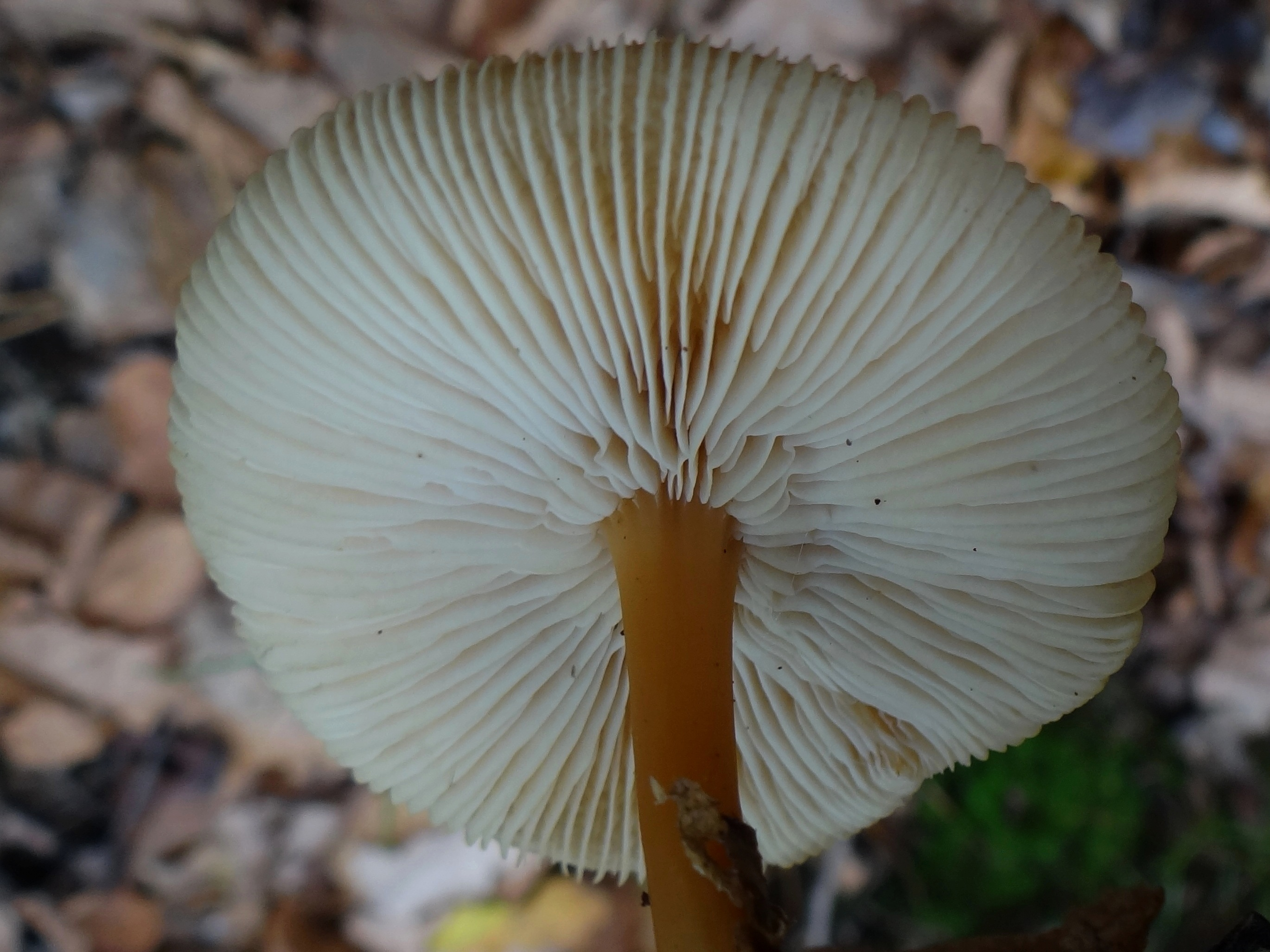

Ehető, de nem túl ízletes gomba. 